# Futbol'nyj Klub Krasnodar 2014-2015
Questa voce raccoglie rosa, risultati e statistiche del Krasnodar nella stagione 2014-2015.

## Rosa
| N. |                       | Ruolo | Calciatore         |
| -- | --------------------- | ----- | ------------------ |
| 2  | Uzbekistan (bandiera) | D     | Nikolay Markov     |
| 5  | Polonia (bandiera)    | D     | Artur Jędrzejczyk  |
| 6  | Svezia (bandiera)     | D     | Andreas Granqvist  |
| 7  | Russia (bandiera)     | C     | Pavel Mamaev       |
| 8  | Russia (bandiera)     | C     | Jurij Gazinskij    |
| 9  | Brasile (bandiera)    | A     | Ari                |
| 10 | Uzbekistan (bandiera) | C     | Odil Ahmedov       |
| 11 | Russia (bandiera)     | C     | Marat Izmajlov     |
| 14 | Brasile (bandiera)    | A     | Wanderson do Carmo |
| 15 | Russia (bandiera)     | C     | Roman Širokov      |
| 17 | Russia (bandiera)     | D     | Vitalij Kalešin    |
| 18 | Russia (bandiera)     | C     | Vladimir Bystrov   |
| 20 | Russia (bandiera)     | C     | Ruslan Adzhindzhal |

| N. |                         | Ruolo | Calciatore         |
| -- | ----------------------- | ----- | ------------------ |
| 21 | Colombia (bandiera)     | C     | Ricardo Laborde    |
| 22 | Brasile (bandiera)      | C     | Joãozinho          |
| 24 | Norvegia (bandiera)     | D     | Stefan Strandberg  |
| 25 | Russia (bandiera)       | D     | Yevgeni Shipitsin  |
| 27 | Islanda (bandiera)      | D     | Ragnar Sigurðsson  |
| 31 | Ucraina (bandiera)      | P     | Andrij Dykan'      |
| 33 | Uruguay (bandiera)      | C     | Mauricio Pereyra   |
| 39 | Russia (bandiera)       | A     | Fëdor Smolov       |
| 88 | Russia (bandiera)       | P     | Andrej Sinicyn     |
| 98 | Russia (bandiera)       | C     | Sergej Petrov      |
|    | Russia (bandiera)       | C     | Dmitrij Torbinskij |
|    | Burkina Faso (bandiera) | C     | Charles Kaboré     |

## Risultati

### Campionato
| Mosca 3 agosto 2014 1ª giornata | Lokomotiv Mosca | 0 – 0 referto | Krasnodar | RZD Arena |

| Ekaterinburg 10 agosto 2014 2ª giornata | Ural | 1 – 1 referto | Krasnodar | Stadio Centrale di Kazan' |

| Krasnodar 14 agosto 2014 3ª giornata | Krasnodar | 4 – 0 referto | Spartak Mosca | Stadio Kuban' |

| Rostov sul Don 17 agosto 2014 4ª giornata | Rostov | 0 – 2 referto | Krasnodar | Stadio Olimp-2 |

| Ramenskoe 24 agosto 2014 5ª giornata | Torpedo Mosca | 0 – 3 referto | Krasnodar | Saturn Stadium |

| Krasnodar 31 agosto 2014 6ª giornata | Krasnodar | 0 – 2 referto | Dinamo Mosca | Stadio Kuban' |

| Krasnodar 14 settembre 2014 7ª giornata | Krasnodar | 0 – 2 referto | Ufa | Stadio Kuban' |

| Perm' 22 settembre 2014 8ª giornata | Amkar Perm' | 1 – 2 referto | Krasnodar | Stadio Zvezda |

| Krasnodar 28 settembre 2014 9ª giornata | Krasnodar | 3 – 0 referto | Arsenal Tula | Stadio Kuban' |

| Krasnodar 18 ottobre 2014 10ª giornata | Krasnodar | 2 – 2 referto | Zenit San Pietroburgo | Stadio Kuban' |

| Krasnodar 27 ottobre 2014 11ª giornata | Krasnodar | 2 – 0 referto | Terek Groznyj | Stadio Kuban' |

| Saransk 2 novembre 2014 12ª giornata | Mordovija | 2 – 1 referto | Krasnodar | Start Stadion |

| Krasnodar 9 novembre 2014 13ª giornata | Krasnodar | 2 – 0 referto | Rubin | Stadio Kuban' |

| Krasnodar 22 novembre 2014 14ª giornata | Krasnodar | 2 – 1 referto | CSKA Mosca | Stadio Kuban' |

| Groznyj 30 novembre 2014 15ª giornata | Terek Groznyj | 0 – 1 referto | Krasnodar | Achmat-Arena |

| Krasnodar 3 dicembre 2014 16ª giornata | Kuban' | 1 – 1 referto | Krasnodar | Stadio Kuban' |

| San Pietroburgo 6 dicembre 2014 17ª giornata | Zenit San Pietroburgo | 4 – 0 referto | Krasnodar | Stadio Petrovskij |

| Mosca 8 marzo 2015 18ª giornata | Spartak Mosca | 1 – 3 referto | Krasnodar | Otkrytie Arena |

| Krasnodar 13 marzo 2015 19ª giornata | Krasnodar | 1 – 1 referto | Ural | Stadio Kuban' |

| Saransk 20 marzo 2015 20ª giornata | Ufa | 0 – 2 referto | Krasnodar | Start Stadion |

| Krasnodar 4 aprile 2015 21ª giornata | Krasnodar | 4 – 0 referto | Mordovija | Stadio Kuban' |

| Kazan' 7 aprile 2015 22ª giornata | Rubin | 1 – 2 referto | Krasnodar | Stadio Rubin |

| Krasnodar 11 aprile 2015 23ª giornata | Krasnodar | 3 – 2 referto | Kuban' | Stadio Kuban' |

| Chimki 19 aprile 2015 24ª giornata | CSKA Mosca | 1 – 1 referto | Krasnodar | Arena Chimki |

| Krasnodar 25 aprile 2015 25ª giornata | Krasnodar | 1 – 0 referto | Lokomotiv Mosca | Stadio Kuban' |

| Mosca 4 maggio 2015 26ª giornata | Arsenal Tula | 0 – 3 referto | Krasnodar | Stadio Lokomotiv |

| Krasnodar 11 maggio 2015 27ª giornata | Krasnodar | 1 – 1 referto | Amkar Perm' | Stadio Kuban' |

| Krasnodar 17 maggio 2015 28ª giornata | Krasnodar | 2 – 2 referto | Torpedo Mosca | Stadio Kuban' |

| Krasnodar 24 maggio 2015 29ª giornata | Krasnodar | 2 – 1 referto | Rostov | Stadio Kuban' |

| Chimki 30 maggio 2015 30ª giornata | Dinamo Mosca | 1 – 1 referto | Krasnodar | Arena Chimki |

### Coppa di Russia
| Saratov 25 settembre 2014 Sedicesimi di finale | Sokol Saratov | 0 – 5 referto | Krasnodar | Stadio Lokomotiv |

| Krasnodar 30 ottobre 2014 Ottavi di finale | Krasnodar | 1 – 3 referto | Kryl'ja Sovetov Samara | Stadio Kuban' |

### Europa League
| Arbitro: | Bojan Pandžić |

|  |           |                                               |
|  | Marcatori | 9’ Ari 39’ Gazinski 68’ Wanderson 86’ Bystrov |

| Arbitro: | Sándor Andó-Szabó |

|                                                                    |           |  |
| Joãozinho 28’ Laborde 65’ Wánderson 67’, 74’ (rig.) Burmistrov 76’ | Marcatori |  |

| Arbitro: | Bülent Yıldırım |

|           |           |                                                                  |
| Bacsa 49’ | Marcatori | 28’ Ari 40’ Ahmedov 51’ Pereyra 88’ (rig.) Joãozinho 90’ Bystrov |

| Arbitro: | Christian Dingert |

|                         |           |  |
| Konaté 30’, 55’ Ari 86’ | Marcatori |  |

| Arbitro: | Ruddy Buquet |

|                 |           |  |
| Xabi Prieto 71’ | Marcatori |  |

| Arbitro: | Szymon Marciniak |

|                                          |           |  |
| Joãozinho 71’ (rig.) Pereyra 88’ Ari 90’ | Marcatori |  |

| Arbitro: | Liran Liany |

|          |           |             |
| Kjær 63’ | Marcatori | 35’ Laborde |

| Arbitro: | Hüseyin Göçek |

|         |           |           |
| Ari 43’ | Marcatori | 82’ Eto'o |

| Arbitro: | Artur Dias |

|                                    |           |                                                          |
| Granqvist 51’ (rig.) Wanderson 86’ | Marcatori | 37’ (aut.) Granqvist 46’, 80’ De Bruyne 64’ Luiz Gustavo |

| Arbitro: | Pol van Boekel |

|                                                         |           |               |
| Hunt 47’, 57’ Guilavogui 73’ Bendtner 89’ (rig.), 90+1’ | Marcatori | 72’ Wanderson |

| Arbitro: | Ivan Kružliak |

|         |           |          |
| Ari 35’ | Marcatori | 79’ Roux |

| Arbitro: | István Kovács |

|  |           |             |
|  | Marcatori | 30’ Laborde |